# آرگیروسور

مقایسه آرگیروسور و انسان

آرگیروسور (نام علمی: Argyrosaurus) نام یک سرده از زیرراسته سوسمارپاشکلان است.